# Тот, кто получает пощёчины (фильм)
«Тот, кто получает пощечины» (англ. He Who Gets Slapped) — американский немой фильм снятый режиссёром Виктором Шёстрёмом в 1924 году по одноимённой пьесе русского писателя Леонида Андреева, главные роли в котором исполнили выдающиеся актёры немого кино Лон Чейни, Норма Ширер и Джон Гилберт. Это был первый фильм который начали снимать на только что образованной студии Metro-Goldwyn-Mayer, но не первый выпущенный, так как дата премьеры была отодвинула до рождества, когда ожидалась большая посещаемость. Фильм принёс большую прибыль молодой компании MGM и получил положительные оценки критиков. Так же это был первый фильм, в титрах которого был показан логотип компании лев Лео. Лев Лео впервые появился в 1916 году в логотипе компании Goldwyn Pictures и далее после того как компании слились логотип перешёл к MGM.
В 2017 году Библиотекой Конгресса США фильм был внесён в Национальный реестр фильмов за свою «культурную, историческую, или эстетическую значимость».

## В ролях
- Лон Чейни — Пол Бомонт
- Норма Ширер — Консуэло
- Джон Гилберт — Безано
- Талли Маршалл — граф Манчини
- Марк Макдермотт — барон Регнард
- Форд Стерлинг — Трико
- Харви Кларк — Брике
- Полетт Дюваль — Зинида
- Клайд Кук — клоун
- Брэндон Хёрст — клоун
- Эдвард Арнольд — Extra (в титрах не указан)

## Предполагаемое участие Белы Лугоши
В 1950-х годах Бела Лугоши подружился со своим поклонником, подростком Ричардом Шеффилдом. Они часто встречались с 1953 по 1956 год, в это время Шеффилд тщательно изучал личные альбомы и документы Лугоши, которые изобиловали фотографиями. Спустя десятилетия Шеффилд сказал историку кино Гари Родсу, что видел среди фотографий Лугоши фото размером 8х10, на котором Лугоши стоял рядом с Лоном Чейни, они оба были в клоунском гриме. Шеффилд утверждал, что Лугоши не коллекционировал фотографии из фильмов, в которых он не снимался, следовательно на фото точно был он.
«Тот, кто получает пощёчины» снимался в Калифорнии с 17 июня по 28 июля 1924 года. 9 мая 1924 года Лугоши подписал контракт на участие в постановке «Оборотень», но после нескольких представлений контракт с ним был расторгнут. Местонахождение Лугоши в период с 5 июня по октябрь 1924 года, его биографам и историкам кино неизвестно. У Лугоши была возможность и, вероятно, деньги (учитывая его недавнюю зарплату за спектакль), чтобы купить билет на поезд и приехать в Лос-Анджелес. Лугоши мог рассматривать Лос-Анджелес как очень привлекательное место из-за возможности сниматься в голливудских немых фильмах, где его акцент и ограниченный английский не были бы проблемой. Но ради роли статиста ехать туда он не стал бы, ведь не так давно у него вышел фильм «Бесшумная команда» (1923), где он сыграл одну из главных ролей. Возможно, он решил временно попытать счастья в Голливуде, прежде чем осенью 1924 года ему пришлось вернуться в Нью-Йорк из-за бракоразводного процесса. Также скорее всего он рассчитывал провести в Голливуде несколько недель в качестве участника театральной труппы постановки «Оборотень», учитывая появившиеся тогда слухи о том, что выступления планируются и на Западном побережье. Возможно, ему даже предложили значительную роль в фильме, снимавшемся в Голливуде, которая могла заставить его покинуть «Оборотня» по собственному желанию. В феврале 1925 года Лугоши говорил, что получил предложение о контракте на участие в фильме. «В то время я играл в сценической постановке и, по совету, назвал цифру, которая удвоила мою сценическую зарплату, когда я давал ответ. Продюсер пришел в ярость», — рассказывал Лугоши. Возможно он говорил как раз о лете 1924 года. Но если этот или подобный инцидент означал его поездку в Лос-Анджелес, результатом могло стать отсутствие роли или контракта. В результате Лугоши мог стать статистом в фильме «Тот, кто получает пощечины» и, возможно, в других фильмах, чтобы заработать достаточно денег, на обратную дорогу в Нью-Йорк для бракоразводного процесса и выплаты части или всех своих долгов имевшихся на тот момент.
Биографы Лугоши Гари Родс и Билл Каффенбергер отмечают, что все известные сохранившиеся документы и свидетельства допускают возможность того, что Лугоши находился в Лос-Анджелесе в течение нескольких месяцев, и что он мог быть там к моменту начала съёмок фильма «Тот, кто получает пощёчины». Нет никаких убедительных доказательств того, что этого не могло произойти. Но в 1928 году один журналист даже утверждал, что Лугоши никогда не был на Западном побережье до того самого года, с другой стороны, если поездка Лугоши в 1924 году действительно была и, по сути, неудачной, он мог и не захотеть упоминать о ней.
Родс предположил, что Шеффилд мог ошибочно вспомнить фотографию из другого фильма, а именно из короткометражного «Маска» (1929), в котором Лугоши действительно представал в роли клоуна, в том числе на кадрах с другим актёром в клоунском гриме. Но даже после изучения кадров из «Маски» Шеффилд остался уверен, что видел кадр из «Тот, кто получает пощёчины». Он также исследовал фотографии из фильма и считал, что на двух из них он видел Лугоши без клоунского грима в качестве статиста, а на другой — с клоунским гримом. Но в случае с последней фотографией, хотя клоун и похож на Лугоши, на самом деле это актёр Форд Стерлинг.